# صونيا ميكيو
صونيا مكيو (الاسم الحقيقي سكينة مكيو)(31 يوليو 1953 الميلية – 13 مايو 2018)، ممثلة ومخرجة جزائرية. خريجة معهد التكوين الدرامي ببرج الكيفان دفعة 1973، عيّنت مديرة لنفس المعهد. كانت من الممثلات المسرحيات البارزات في الوسط الفني الجزائري قبل انتقالها إلى الإخراج وترؤسها المسرح الجهوي لولاية سكيكدة.

## سيرة
وقد دخلت ميدان التمثيل في سن مبكر لا يتعدى ال 17 سنة، وواجهت جملة من الصعوبات واعتراض الأهل على ذلك بحكم واقع المجتمع آنذاك، فالتحقت وتخرجت رفقة أربعة ممثلات أخريات من المعهد الوطني العالي للفنون الدرامية ببرج الكيفان، حيث في تلك المرحلة كان المسرح يفتقر للعنصر النسوي بحكم عادات وتقاليد المجتمع الجزائري.

## أعمال

### تمثيل مسرحي
شاركت في عمل جماعي إلى جانب كل من محمد فلاق وحميد رماص بعنوان لنعبر للعالم الذي عبرنا وهي مسرحية عن انحراف الشباب، وقد مثلت صونيا في هذه المسرحية وعمرها لا يتجاوز العشرين سنة.
وعلى مدار أكثر من أربعة عقود جمعت في رصيدها الفني العديد من المسرحيات الجماعية والفردية التي تفوق الخمسين عرضا، بالإضافة إلى الأعمال السينمائية والتلفزيونية، وأهمها «قالوا لعرب قالوا»، و«بابور غرق»، و«العيطة»، ومونودرام «فاطمة».
عملت صونيا ممثلةً إلى جانب كل من عزالدين مجوبي وعبد القادر علولة كما عملت مع سيد أحمد أقومي، وامحمد بن قطاف وزياني الشريف عياد والطيب صديقي ورفضت الفقيدة أن تهاجر خلال العشرية السوداء لتقدم أعمال على غرار مسرحية«حضرية والحواس» وهو عمل جماعي لمصطفى عياد، يعالج ظروف المأساة التي عاشها الجزائري، في شرح للوضع الذي ساد الجزائر في تلك السنوات الحمراء التي ضربت كل شيء ولم يخرج منها المسرح سليما، حيث فقد الكثير من عمالقة الخشبة، لتبقى هذه المسرحية من بين العروض المهمة إلى جانب مسرحية «الصرخة»·.

### مهام ومناصب
- من سنة 2001 إلى 2003 شغلت منصب مديرة للمعهد العالي للفنون المسرحية
- مديرة مسرح سكيكدة الجهوي
- مديرة مسرح عنابة الجهوي.
- أسّست المهرجان الوطني للمسرح النسوي سنة 2012 وسيّرت محافظة هذا المهرجان في أربع دورات، قبل أن تتقاعد في 2016.

### إخراج مسرحي

#### مسرحية الجميلات
ومن أعمال صونيا، إخراج مسرحية «الجميلات» من إنتاج المسرح المحلي عز الدين مجوبي في عنابة.
وتسلط المسرحية الضوء على العمل النضالي لجميلة بوحيرد وفضيلة سعدان وحسيبة بن بوعلي، واللواتي كرّسن حياتهن للدفاع عن القضية الوطنية والتخلص من ظلم الاستعمار الفرنسي.

#### مسرحية بدون عنوان
وكان آخر عمل قدمته صونيا للمسرح والذي أخرجته ومثلت فيه إلى جانب مصطفى عياد

### السينما
شاركت في فيلم«طبيعة الحال» للمخرج كريم موساوي.

## الحياة العائلية
ويشار إلى أن صونيا هي إحدى الزوجات السابقات للشاعر المصري أحمد فؤاد نجم. وكان زواجهما أثناء نفي الشاعر إلى الجزائر. إلا أنهما انفصلا بعد ذلك.

## الوفاة
توفيت، الأحد 13 مايو 2018، عن عمر ناهز 64 عاما، عقب صراع مع مرض عضال، وشيعت الفقيدة بمقبرة دالي إبراهيم.

## ذكراها
- نشرت جميلة مصطفى الزقاي، كتاب حمل عنوان “صونيا عنقاء المسرح” عن دار الوطن اليوم، لترفع ذكراها إلى فقيدة المسرح الجزائري.[10]